# Un giardino sull'Oronte
Un giardino sull'Oronte (in francese Un jardin sur l'Oronte) è un romanzo di Maurice Barrès, pubblicato per la prima volta nel 1922 da Plon-Nourrit.

## Contenuto
Barrès presumibilmente trascrive in quest'opera una storia che un archeologo irlandese gli aveva tradotto da un manoscritto una sera del giugno 1914 in un caffè di Hama, sul fiume Oronte. Si tratta di una storia d'amore tra "un cristiano e una saracena" ambientata in epoca crociata.
La pubblicazione scatenò la cosiddetta querelle de l'Oronte: come scritto da Jane F. Fulcher, «nonostante il noto conservatorismo di Barrès, il romanzo creò uno scandalo, in particolare presso la stampa cattolica, che percepiva la sua sensualità come un oltraggio alla morale religiosa». Dopo la morte di Barrès, l'opera, sulla quale sostenne di aver proiettato una concezione wagneriana, fu adattata in un'opera musicale omonima, con libretto di Franc-Nohain e musica di Alfred Bachelet, la cui première ebbe luogo, con un ritardo connesso allo scandalo, il 7 novembre 1932.

## Edizioni
- Maurice Barrès, Un giardino sull'Oronte, a cura di Stefano Serri, Torino, Robin Edizioni, 2019.